# نفرت‌پراکنی

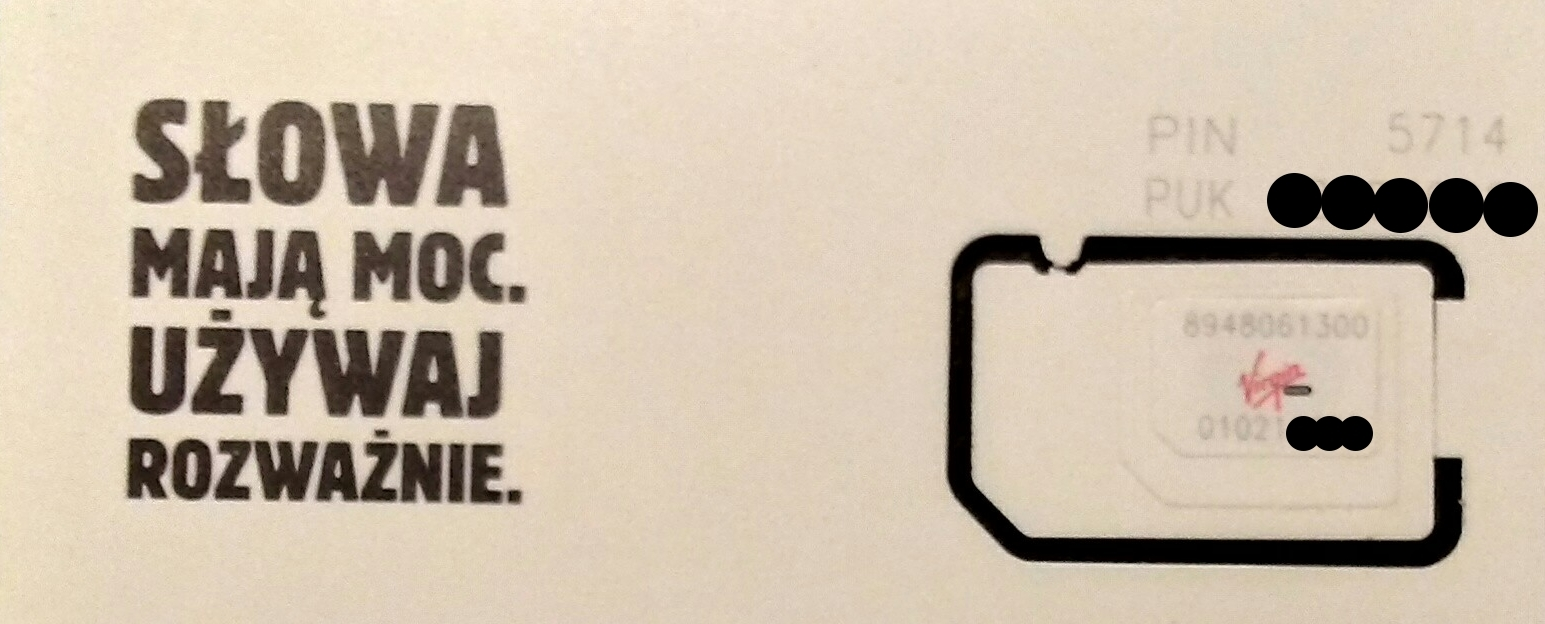
سیم کارت در لهستان با شعار کمپین مبارزه با نفرت «کلمات قدرت دارند، عاقلانه از آنها استفاده کن»

نفرت‌پراکنی (به انگلیسی: Hate Speech) گفتاری است که شخص یا گروهی را بر اساس ویژگی‌هایی نظیر نژاد، جنسیت، دین، قومیت، ملیت، جنسیت، گرایش جنسی یا هویت جنسیتی مورد حمله قرار دهد.

## قوانین ضد نفرات‌پراکنی در کشورهای گوناگون

### استرالیا
قوانین نفرت پراکنی نسبت به حوزه قضایی، و تحقیق و تفحص ویژه به منظور جلوگیری از آلت ملعبه قرار گرفتن نژادی، متغیر است.

### ایران
در قوانین ایران اصطلاحی نظیر گفتار نفرت‌انگیز وجود ندارد، اما برخی قوانین را می‌توان مشمول چنین عنوانی دانست. قذف یکی از این اصطلاحات قانونی است. قوانینی که بر قذف دلالت دارند به ترتیب زیر است:
ماده ۱۴۱: قذف باید روشن و بدون ابهام بوده و نسبت‌دهنده به معنای لفظ آگاه باشد، گرچه شنونده معنای آن را نداند.
ماده ۱۴۴: هر گاه کسی به قصد نسبت دادن زنا به شخصی مثلاً چنین گوید (زن‌قحبه) یا خواهرقحبه یا مادرقحبه، نسبت به کسی که زنا را به او نسبت داده‌است محکوم به حد قذف می‌شود و نسبت به مخاطب که به واسطهٔ این دشنام اذیت شده‌است تا ۷۴ ضربه شلاق تعزیر می‌شود.
ماده ۱۴۵: هر دشنامی که باعث اذیت شنونده شود و دلالت بر قذف نکند مانند این که کسی به زنش بگوید تو باکره نبودی، موجب محکومیت گوینده به شلاق تا ۷۴ ضربه می‌شود.
نوع دیگری از گفتار نفرت‌انگیز هجو است که در قوانین ایران چنین عملی مشمول مجازات است:
هر کس با نظم یا نثر یا به صورت کتبی یا شفاهی کسی را هجو کند یا هجویه را منتشر نماید، به حبس از یک تا شش ماه محکوم می‌شود.
در مورد گفتار نفرت‌انگیز نسبت به زنان و کودکان نیز قانون مجازات‌هایی را در نظر گرفته‌است:
هر کس در اماکن عمومی یا معابر، متعرض یا مزاحم اطفال یا زنان بشود یا با الفاظ و حرکات مخالف شئون و حیثیت به آنان توهین نماید به حبس از دو تا شش ماه و تا ۷۴ ضربه شلاق محکوم خواهد شد.

### بلژیک
طبق قانون ضد نژادپرستی، یا به‌طور کلی قانون ۳۰ ژوئیه ۱۹۸۱ در مورد مجازات کنش‌هایی است که توسط نژادپرستی یا بیگانه ستیزی ترغیب به انجام آن شده باشند، و قانون مذکور مخالف و ضد نفرت پراکنی و تبعیض می‌باشد که پارلمان ائتلافی بلژیک در سال ۱۹۸۱ این قانون را تصویب نمود.

### برزیل
طبق قانون اساسی سال ۱۹۸۸ برزیل، نژادپرستی نوعی «توهین و قانون‌شکنی بدون محدودیت حکمی است و هیچ حقی برای کفیل یا ضمانت گرفتن برای مدعی علیه وجود ندارد.»

### کانادا
در کانادا، حمایت از نسل‌کشی مقابل هر " گروه قابل شناسایی " یک قانون‌شکنی قابل تعقیب بوده و طبق مواد جنایی محکوم به حداکثر جزا یعنی پنج سال حبس می‌باشد. هیچ حکم کمتری وجود ندارد.

### کرواتی
قانون اساسی کشور کرواتی آزادی بیان را ضمانت می‌کند، اما قوانین کیفری تبعیض را ممنوع کرده و هر شخصی را که " بخاطر تفاوت‌های نژادی، مذهب، زبان، اعتقادات سیاسی یا دیگر اعتقادات، ثروت، تولدف تحصیلات، وضعیت اجتماعی یا دارایی‌ها، جنسیت، ملیت یا قومیت، باعث سلب ارامش یا آزادی و حقوق انسانی افراد شده "، شناسایی شده و مجازات می‌گردد.

### اروپا
کنسول اروپا جنبش‌های «ضد نفرت پراکنی»
که باعث افزایش آگاهی در مورد نفرت پراکنی می‌شود را حمایت می‌کند که در مواجهه با این مشکل به آنها یاری برسانند.

### فنلاند
بحث مفصلی در مورد تعریف " نفرت پراکنی " یا (vihapuhe) در زبان فنلاندی وجود دارد. اگر " نفرت پراکنی " به معنای "تحریک قومیتی" باشد، در فنلاند ممنوع است و در بخش یازدهم قوانین کیفری، از جنایات جنگی و جنایات علیه بشریت، به عنوان اطلاعات منتشر شده یا به عنوان یک نظر یا بیانیه ای که تهدید یا توهین به یک گروه بخاطر نژاد، ملیت، قومیت، مذهب یا محکومیت، گرایش جنسی، معلولیت، یا مبناهای قابل مقایسه باشد، به آن اشاره شده‌است.
منتقدان ادعا می‌کنند که در حوزه‌های سیاسی، برچسب گذاری نظرات و اظهارات خاصی از " نفرت پراکنی " می‌توان برای ساکت کردن نظرات ناخوشایند یا انتقادی و سرکوب بحث‌ها، استفاده کرد. برخی از سیاستمداران، از جمله اعضای پارلمان و رهبر حزب فنلاند، یوسی هالاآهو، واژه "نفرت پراکنی" را به دلیل عدم هماهنگی آن در تعریف مشکل ساز می‌داند.

### فرانسه
قوانین کیفری فرانسه، قوانینی را وضع نموده که طبق آن ارتباط عمومی یا خصوصی ای که افتراآمیز یا توهین آمیز باشد، تحریک کردن برای تبعیض، نفرت، یا خشونت علیه یک فرد یا گروهی از افراد بخاطر محل تولد، قومیت یا نداشتن قومیتی، ملیت، نژاد، مذهبی خاص، جنسیت، گرایش‌ها جنسی، یا نقص و معلولیت، را منع می‌نماید.

### ایسلند
در ایسلند، قانون نفرت پراکنی تنها به تحریک تنفر، همان‌طور که فردی می‌تواند در بند 233a مشاهده کند، محدود نمی‌شود، بلکه در قانون کیفری ایسلند شامل بدنام ساختن عمومی نیز می‌شود.

### هند
آزادی بیان توسط ماده ۱9 (1) قانون اساسی هند حمایت می‌شود، اما طبق ماده ۱9(2) «محدودیت‌های منطقی» می‌تواند به آزادی بیان زمانی که حق حاکمیت و تمامیت هند، امنیت ایالت‌ها، روابط دوستانه با ایالات خارجی، نظم عمومی، محبوبیت یا اخلاقیات، به مخاطره بیفتد یا در رابطه با اهانت دادگاه، افترا یا تحریک به گناه، قابل نفوذ خواهد بود.

### اندونزی
اندونزی از سال ۲۰۰۶ تاکنون معاهده بین‌المللی حقوق مدنی و سیاسی را امضا کرده‌است، اما قوانین جامع را علیه جرایم نفرت پراکنی اعلام نکرده‌است.